# Pompei (miniserie televisiva)
Pompei è una miniserie televisiva italiana. Prodotta nel 2007, narra le vicende degli ultimi giorni di Pompei, città sepolta dalla eruzione del Vesuvio nel 79 d.C.

## La fiction
È composta da 2 puntate della durata di 100 minuti ciascuna, ed è prodotta da Lux Vide, Rai Fiction e Rai Trade. Pompei fa parte del ciclo "Imperium". La regia è di Giulio Base. I produttori sono Matilde e Luca Bernabei. Gli attori protagonisti sono Lorenzo Crespi (Marco), Andrea Osvárt (Valeria), Massimo Venturiello (Chelidone), Francesco Pannofino (Cuspio), Massimo Giuliani (Vetuzio), Stefano De Sando (Apuleio), Vincenzo Bocciarelli (Aniceto), Antonio Serrano (Publio), Fabrizio Bucci (Ennio), Larissa Volpentesta (Attica), Giulietta Revel (Livilla), Selvaggia Quattrini (Rezia), Manrico Gammarota (Meleagro), Luigi Di Fiore (Aulo), Robert Brazil (Ufficiale della nave), Lorenzo Renzi (Celado), Diego Sebastian Misasi (Fulvio a 9 anni), Maurizio Aiello (Tiberio), Sergio Fiorentini (Cornelio), Giuliano Gemma (Tito), Maria Grazia Cucinotta (Lavinia).

## Prima visione
Questi sono i dati Auditel relativi alla messa in onda in prima visione nel marzo 2007 su Raiuno.
| nº | Puntata         | Prima TV     | Spettatori | Share  |
| -- | --------------- | ------------ | ---------- | ------ |
| 1  | Prima puntata   | 5 marzo 2007 | 7 393 000  | 26,52% |
| 2  | Seconda puntata | 6 marzo 2007 | 6 881 000  | 24,91% |

## La serieImperium
La serie Imperium è composta da cinque miniserie televisive:
- Augusto - Il primo imperatore, regia di Roger Young (2003);
- Nerone (miniserie televisiva), regia di Paul Marcus (2004);
- San Pietro (miniserie televisiva), regia di Giulio Base (2005);
- Pompei, regia di Giulio Base (2007);
- Sant'Agostino (miniserie televisiva), regia di Christian Duguay (2010)